# GPnotebook
GPnotebook és una base de dades mèdica britànica pensada per als metges de capçalera (general practitioner o GP en anglès). És una enciclopèdia digital de medicina que proporciona un recurs de referència immediat per al personal clínic de tot el món. La base de dades conté més de 30.000 pàgines d'informació i, a través d'internet, és publicada per Oxbridge Solutions Limited.